# Severin Göbel der Ältere
Severin Göbel der Ältere (auch: Gebel und Goebel; * 25. Juni 1530 in Königsberg; † 5. Januar 1612 ebenda) war ein deutscher Mediziner.

## Leben
Göbels Großvater Heinrich Göbel war 1489 mit Johann von Tiefen vom Rhein nach Ostpreußen eingewandert und hatte hier unter den letzten drei Ordensmeistern gedient. Sein Vater Johann (Hans) Göbel ist 1511 in den Diensten von Markgraf Albrecht von Preußen nachzuweisen. Er war früher als Leiter des Kriegswesens unter Kaiser Maximilian I. als Kommandeur der kaiserlichen Kürrasiere aktiv gewesen und findet sich in Begleitung des Johann von Osten’s nach Ostpreußen. Von Albrecht von Preußen wurde er in den Kriegen gegen Polen verwendet. Später war er im Heer von Ferdinand von Ungarn und Böhmen aktiv, wo er im Kampf gegen die Türken 1536 in Neuheusel in Ungarn gefallen sein soll. Er hatte in Königsberg geheiratet, aus welcher Ehe der hier gedachte Severin und ein Bruder Friedrich sowie die beiden Münzmeister Hans und Kaspar bekannt sind.
Severin wurde im Gründungsjahr der Universität Königsberg 1544 in die Matrikel der Hochschule eingetragen. Seine Studien setzte er am 27. Juni 1553 als Stipendiat des Herzogs Albrecht von Preußen an der Universität Wittenberg fort. In Wittenberg promovierte er gemeinsam mit Paul Luther am 29. Juli 1557 unter Jakob Milich mit der Oratio de pulmone et discrimine zum Doktor der Medizin. 1558 wurde er Leibarzt des Landgrafen Philipp von Hessen. Er absolvierte 1558/59 eine Reise nach Italien und trat 1561 an der Universität Marburg in Erscheinung. Noch im letztgenannten Jahr ging er als Leibarzt des Herzogs Albrecht von Preußen nach Königsberg zurück.
Nachdem dieser gestorben war, betätigte er sich als Sachsen Coburgischer Hofarzt und kehrte 1569 an den Hof nach Königsberg zurück. Hier wurde ihm 1570 gestattet, sich eine Weile als Physikus der Stadt Danzig zu betätigen. 1577 wurde er Leibarzt des Herzogs Albrecht Friedrich von Preußen, übernahm 1583 die zweite ordentliche Professur der Medizin und die Professur der Physik an der Universität Königsberg, die er 1593 niederlegte. Nachdem er 1599 den Plan in Kosielecz bei Marienburg einen Gesundbrunnen erdacht hatte, starb er. Wie eine Anzahl von Briefen zwischen im und Martin Chemnitz bezeugt, war er ein Anhänger der Gnesiolutheraner gewesen.

## Familie
Göbel war zwei Mal verheiratet.
Seine erste Ehe hatte 1561 mit Ursula († 1582), Tochter des Königsberger Bürgermeisters der Altstadt Bernahard Büttner geschlossen.
Nach ihrem Tod heiratete er NN., Witwe des Gerichtsverwalters der Altstadt Dr. Kaspar Steinbrecher. Von seinen Kindern waren schon vor seinem Tod fünf Jungen und eine Tochter gestorben, von den überlebenden Kindern kennt man:
- Severin Göbel der Jüngere, Professor der Medizin in Königsberg
- Friedrich Göbel Zollinspektor der drei Städte Königsbergs verh. 1608 mit Elisabeth, der Tochter des Martin von Lauterbach aus Schlesien

## Werke
- Pia commonefactione de passione, resurrectione et beneficiis Christi. Frankfurt 1558.
- De succino libri duo. Frankfurt 1558.
- Vom Mißbrauch der Arzney …. Danzig 1560.
- Nothwendiger Bericht und … Arrzney in srerbens leufften. 1564.
- Historij und Eigendtlicher berichr vom herkommen, Ursprung und vielfeltigen brauch des Bernsteins. Königsberg 1566.
- Bericht vom Ursprung des Agadt oder Bernsteins. Königsberg 1567.
- Vom Indianischen Börnstein Bericht. Item von der Ambra. Königsberg 1586.
- Antidorarii castrensis particula pima …. Halle 1595.
- Historia seu brevis descriptio animalis Alcis, quod vulgo vocant Granbesria, deque illius partium facultatibus. Venedig 1595.
- Kurtze Erinnerung von Verhütung und Abschaffunge der pestlientzischen Seuchen …. Königsberg 1602.